# Assignano
Assignano ist eine Fraktion (italienisch frazione) der italienischen Gemeinde Collazzone in der Provinz Perugia, Region Umbrien.

## Geografie
Der Ort liegt etwa 4 km südlich des Hauptortes Collazzone und etwa 25 km südlich der Provinz- und Regionalhauptstadt Perugia. Der Ort liegt bei 297 m s.l.m. und hatte 2001 20 Einwohner. 2011 waren es 40 Einwohner. Nächstgelegener Ort neben dem Hauptort Collazzone ist Pantalla, ein Ortsteil von Todi, etwa 2,5 km westlich gelegen.

## Geschichte
Früher wurde der Ort als Burg Castello di Coldimezzo geführt. Hier fand 1408 eine Schlacht zwischen Rosso dall’Aquila auf Seiten der Peruginer und Braccio da Montone auf der siegreichen neapolitanischen Seite statt.

## Sehenswürdigkeiten
- Santa Vittorina, Kirche im Ortskern, die 1871 schriftlich erwähnt wurde. Die Compagnien Santissimo Sacramento (1626) und Santissimo Rosario (1657) wurden früher erwähnt. Die Kirche wurden in den 1950er-Jahren am gleichen Ort neu errichtet.[4]
- Wehrmauern mit Wehrtor bzw. Eingangstor, beide sind noch erhalten.[3]

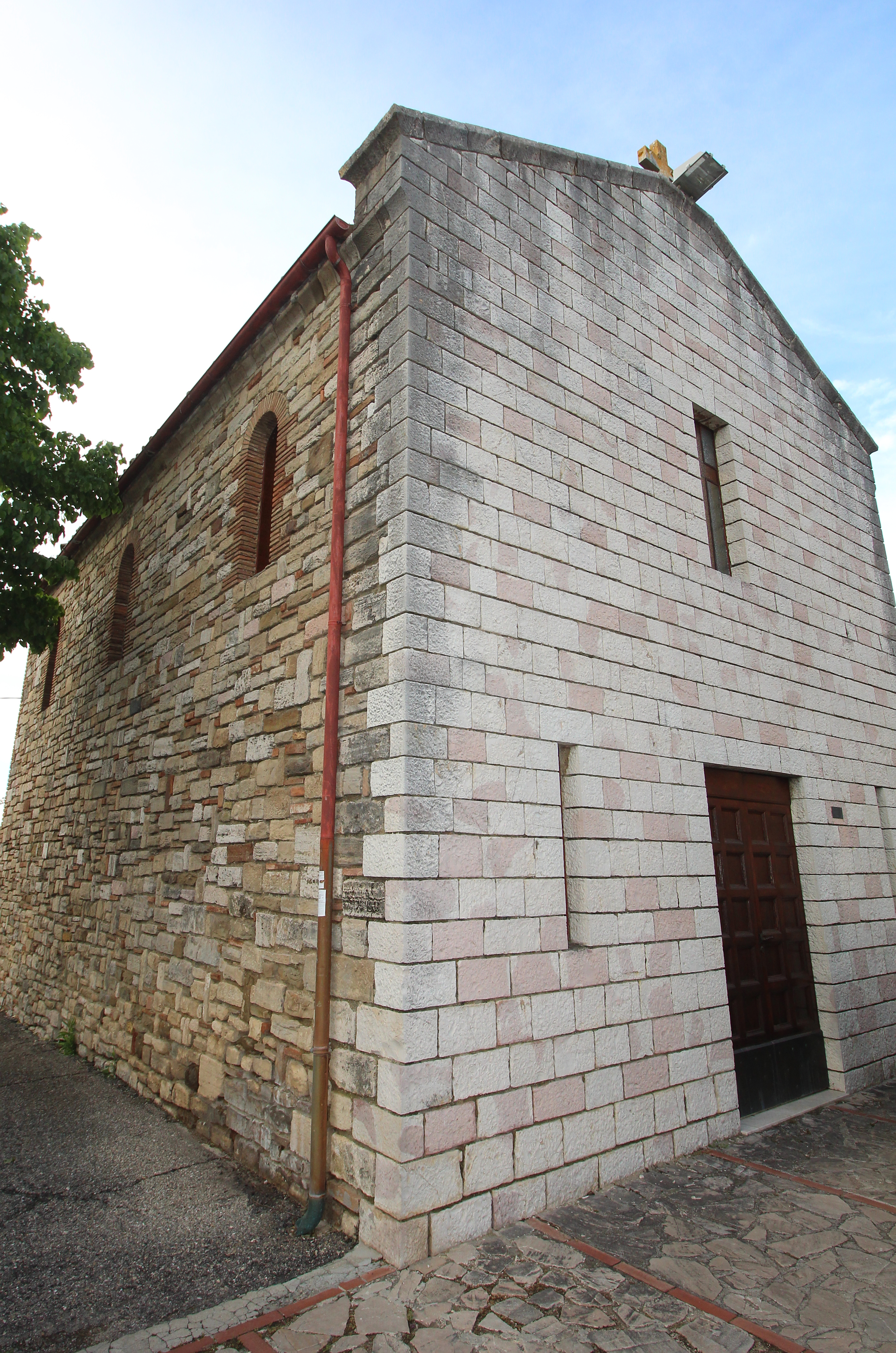
Die Kirche Santa Vittorina
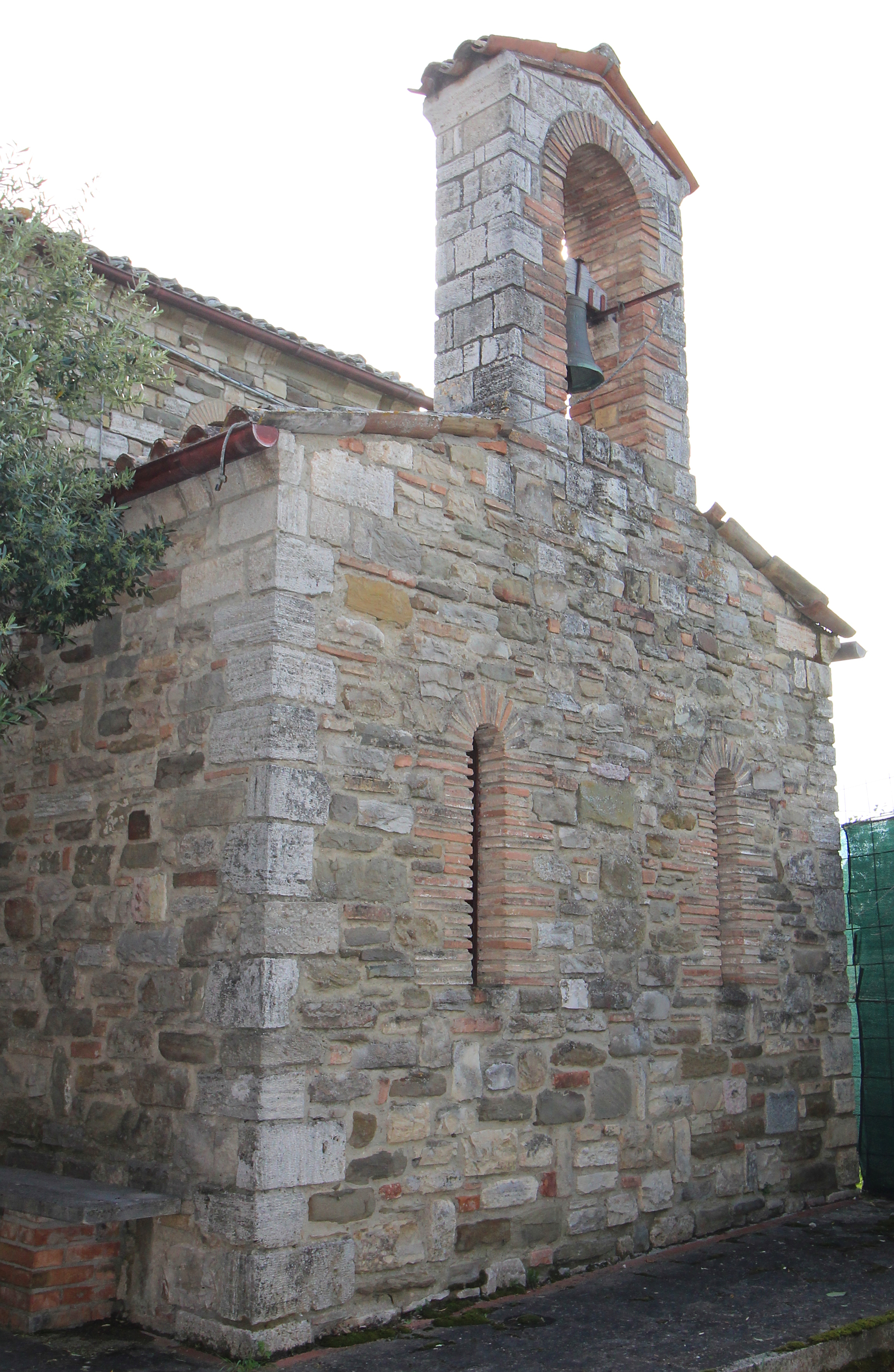
Der Campanile von Santa Vittorina
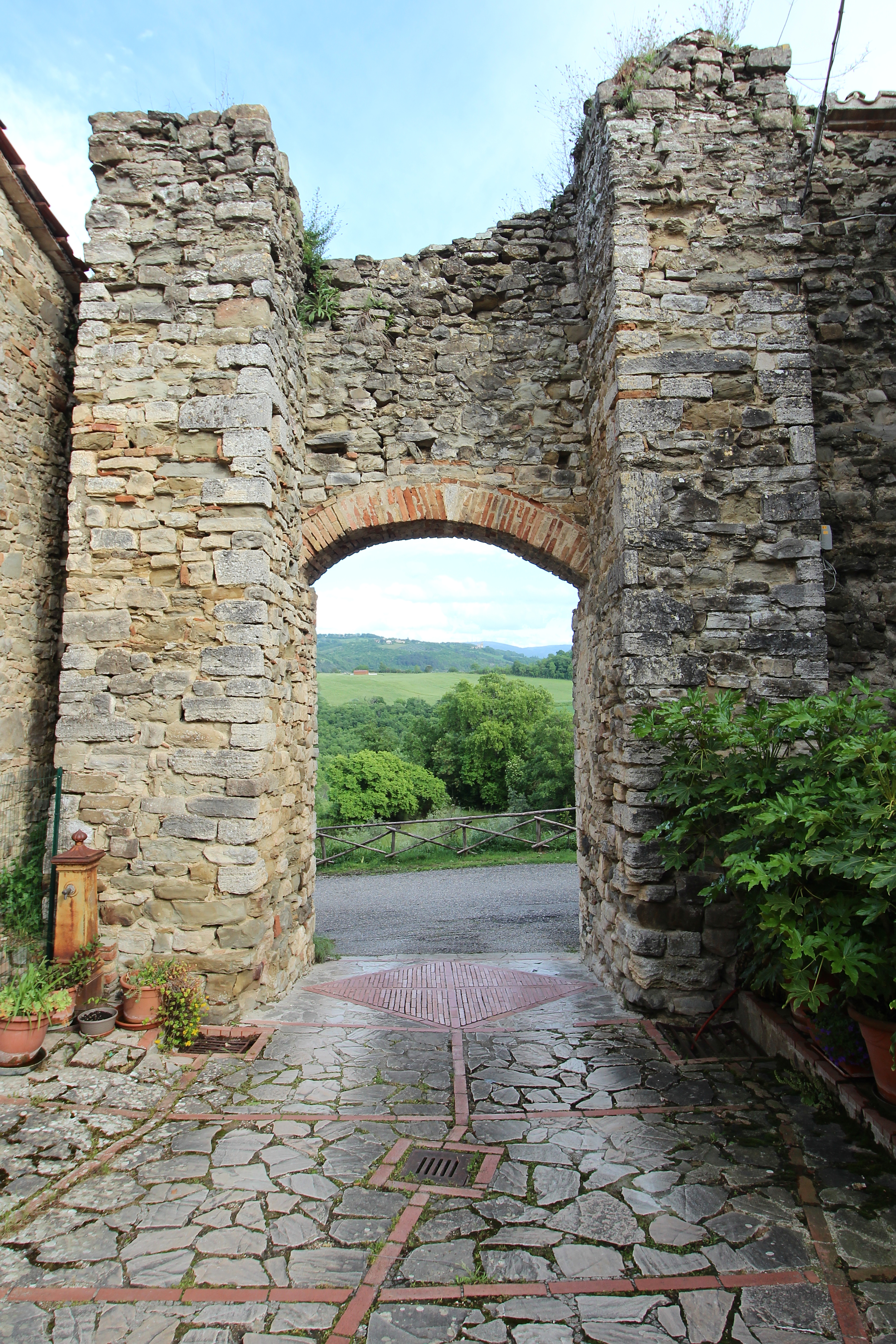
Innenseite des Wehrtores
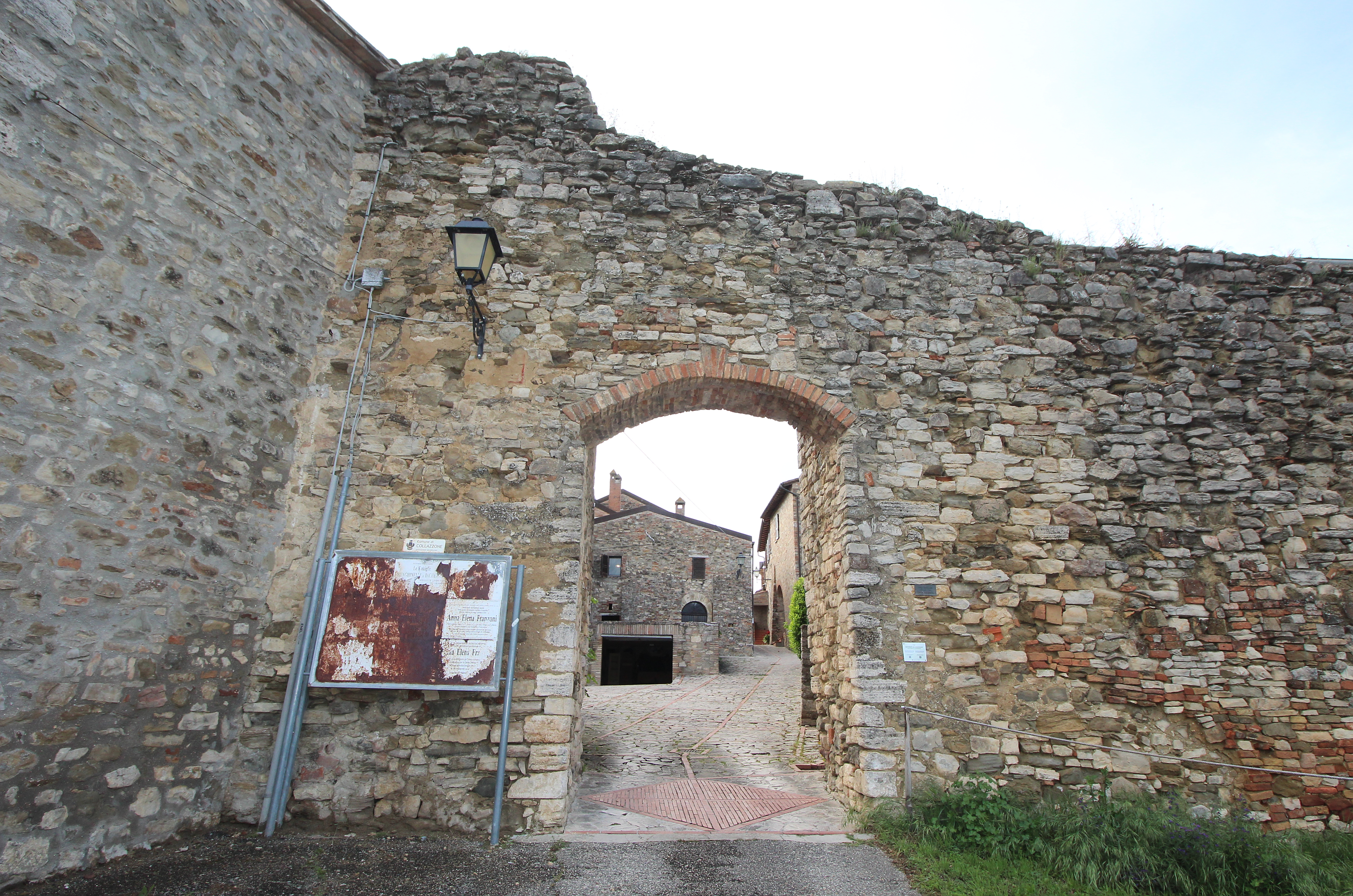
Wehrtor und Wehrmauern
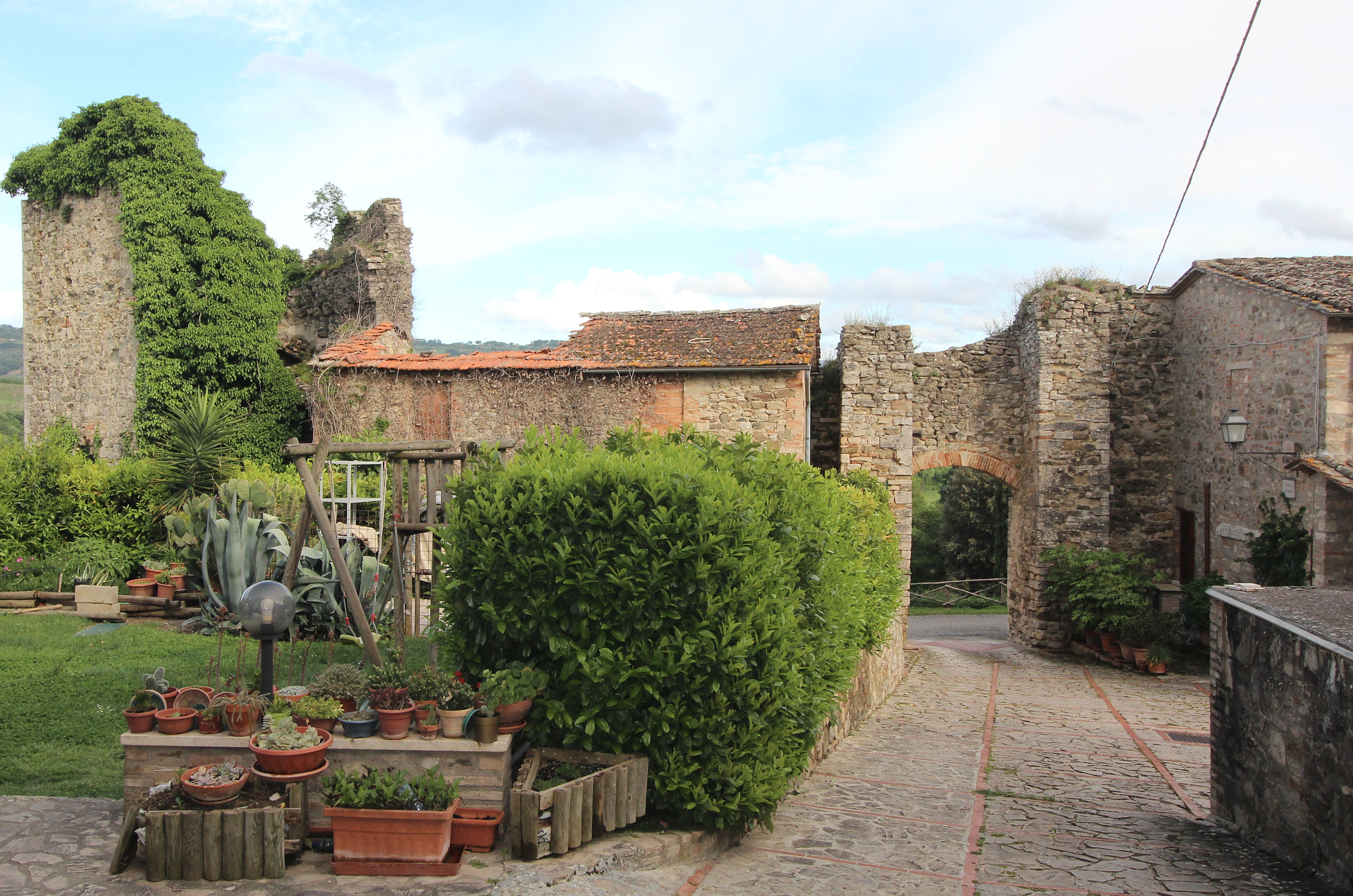
Borgo mit Wehrmauern

## Verkehr
- Nächstgelegene Anschlussstelle an den Fernverkehr ist Pantalla, etwa 3 km westlich von Assignano an der Strada Statale 3 bis Tiberina als Teil der Europastraße 45 gelegen.
- Der nächstgelegene Bahnhof ist der Bahnhof Stazione di Fratta Todina der Bahnlinie Ferrovia Centrale Umbra Terni–Perugia–Sansepolcro. Der Bahnhof liegt etwa 4,5 km südwestlich von Assignano im Gemeindegebiet von Fratta Todina.